# Raï (film)
Raï è un film del 1995 diretto da Thomas Gilou.

## Trama
Djamel cerca di sfuggire alla spirale di droga e delinquenza che schiaccia tutti i suoi amici nella banlieue in cui vive. Lavora alla piscina comunale e vuole mettere su famiglia con Sahli, la sorella del suo amico Mezz, che vuole rompere ogni legame con la sua cultura d'origine.

## Riconoscimenti
Ha vinto il Pardo d'oro al Festival internazionale del film di Locarno del 1995.